# Berta de Flandres
Berta de Flandres (995 - ?), filha de Matilde das Duas-Borgonhas e Bártolo de Flandres, casa-se em 1020 com o conde Geraldo I de Genebra, conde de Genebra, conde de Vienne e conde de Maurienne, filho de Alberto I de Genebra e de Eldegarde.
Do casamento entre Berta e Geraldo I, nasce aquele que viria a ser Geraldo II de Genebra.